# Marwa Shili
Marwa Shili, née le 14 décembre 1999 au Kef, est une joueuse tunisienne de basket-ball évoluant au poste d'arrière.

## Carrière
Elle termine sixième du championnat d'Afrique des 16 ans et moins en 2015 et du championnat d'Afrique des 18 ans et moins en 2016.
Elle participe avec l'équipe de Tunisie à trois éditions du championnat d'Afrique, terminant onzième en 2017 et 2021, douzième en 2019.
Elle évolue en club à l'Étoile sportive du Sahel.